# Il richiamo (film 1929)
Il richiamo (Song of Love) è un film del 1929, diretto da Erle C. Kenton. Girato muto, venne completamente sonorizzato con il sistema Movietone. Fu distribuito sia nella versione sonora che in quella muta.
Segna il debutto sullo schermo della popolare cantante Belle Baker, protagonista del film insieme a Ralph Graves. Altra esordiente fu Eunice Quedens, diventata poi famosa con il nome d'arte di Eve Arden.

## Trama

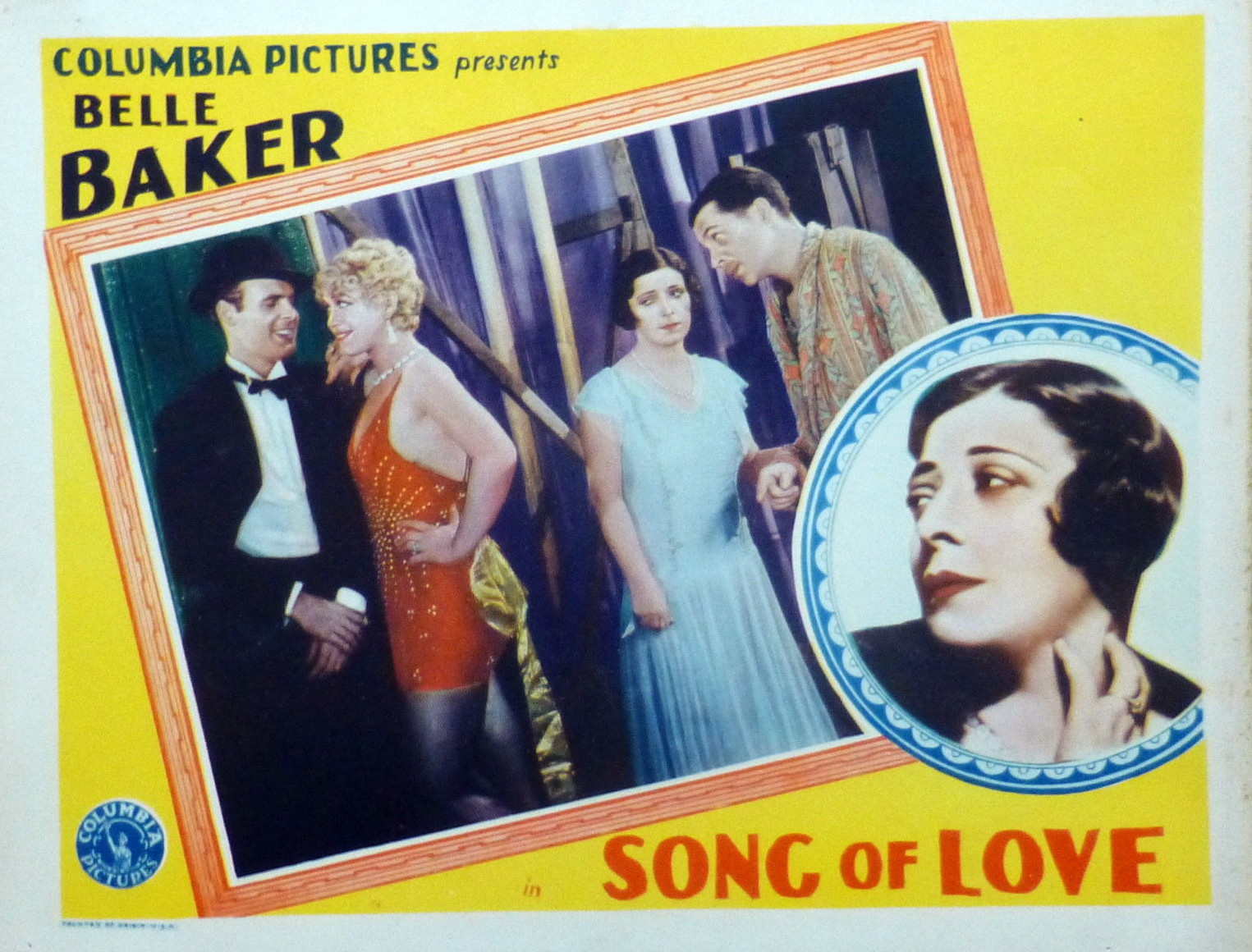
Ralph Graves, Eve Arden, Belle Baker e Arthur Housman

I Gibson, Tom e Anna e il piccolo Buddy, sono una famiglia felice e un gruppo musicale di successo che lavora nel vaudeville come cantanti-ballerini. Un giorno, però, Anna si rende conto che il figlio avrebbe diritto a vivere la sua infanzia e così decide di lasciare temporaneamente il palcoscenico per farlo crescere come ogni altro ragazzo. Tom non è d'accordo e, continuando a lavorare in teatro, allaccia una relazione con Mazie, una bella bionda. Anna si dedica a Buddy che mette in una scuola militare e, per vivere, trova lavoro in un locale come cantante. Buddy, soffrendo per la loro separazione, cerca di riconciliare i genitori persuadendo il padre a lasciare Mazie. La famiglia si ritroverà nuovamente riunita quando, in teatro, i Gibson si esibiranno tutti insieme in un loro vecchio numero musicale.

## Produzione
Il film fu prodotto da Edward Small per la sua compagnia, la Edward Small Productions con il titolo di lavorazione The Cradle of Jazz.

### Canzoni
- I'll Still Go On Wanting You di Bernie Grossman, Mickey Kippel, Arthur Sizemore e Maurice Alexander - cantata da Belle Baker
- I'm Walking with the Moonbeams (Talking to the Stars) di Mack Gordon, Max Rich e Maurice Abrahams - cantata da Belle Baker
- I'm Somebody's Baby Now di Bernie Grossman, Mickey Kippel, Arthur Sizemore e Maurice Alexander - cantata da Belle Baker
- Atlas Is Itless di Lew Brown - cantata da Belle Baker
- Take Everything but You di Maurice Abrahams - cantata da Belle Baker
- White Way Blues di Mack Gordon, Max Rich e George D. Weist - cantata da Belle Baker

## Distribuzione
Il copyright del film, richiesto dalla Columbia Pictures Corp., fu registrato il 27 dicembre 1929 con il numero LP944.
Negli Stati Uniti, distribuito dalla Columbia Pictures Corporation, fu presentato in prima a New York il 13 novembre 1929; il 25 novembre, uscì nelle sale. Nel dicembre del 1929, il film venne presentato a Londra e, il 9 giugno 1930, la Woolf & Freedman Film Service lo distribuì nel Regno Unito. In Irlanda, il film uscì in sala il 28 febbraio 1930. Sempre nello stesso anno, fu distribuito anche in Argentina in versione originale con sottotitoli con il titolo Canto de amor.
Il film non è andato perduto e ne esiste ancora la pellicola.